# Andijonsoy
Der Andijonsoy ist ein Bewässerungskanal im Ferghanatal in Zentralasien. Der Kanal ist 76,7 km lang und fließt durch Kirgisistan und Usbekistan.

## Verlauf
Der Andijonsoy zweigt nach rechts von dem Shahrixonsoy ab kurz nach dessen Ableitung aus dem Qoradaryo am Fuß des Staudamms der Andijon-Talsperre. Er fließt im Wesentlichen nach Westen durch die Viloyat Andijon. Zunächst fließt er nördlich an Sultonobod vorbei, dann durch die Städte Qorasuv und Qoʻrgʻontepa. In Andijon ändert er seinen Kurs Richtung Norden, dreht im Norden der Stadt wieder nach Westen und mündet in den Großen Ferghanakanal.